# Uskela
Uskela è stato un comune della Finlandia fondato nel 1868 e confluito nel comune di Salo nel 1967. La cittadina è stata probabilmente abitata sin dal Duecento, e prima di essere fatta comune era un centro parrocchiale.
| Controllo di autorità | ISNI (EN) 0000 0004 9294 8834 |